# Supercoppa del Belgio
La Supercoppa del Belgio è la competizione annuale in cui si affrontano in un'unica gara i campioni del Belgio in carica con i detentori della Coppa del Belgio.
La partita si gioca in casa della squadra vincitrice del campionato, di norma una settimana prima dell'inizio della stagione, in luglio.

## Albo d'oro
| Edizione | Vincitore (volta)        | Campione del Belgio  | Vincitore o finalista della Coupe de Belgique | Risultato           | Sede                                     | Spettatori    |
| -------- | ------------------------ | -------------------- | --------------------------------------------- | ------------------- | ---------------------------------------- | ------------- |
| 1979     | KSK Beveren (1)          | KSK Beveren          | Beerschot                                     | 1-1 (dts) (3-2 dtr) | Anversa, Stadio Olimpico                 | 8 000         |
| 1980     | Club Bruges (1)          | Club Bruges          | KSK Beveren                                   | 1-1 (dts) (4-3 dtr) | Bruxelles, Heysel                        |               |
| 1981     | Standard Liegi (1)       | Anderlecht           | Standard Liegi                                | 0-0 (dts) (1-3 dtr) | Bruxelles, Heysel                        | 35 000        |
| 1982     | Waregem (1)              | Standard Liegi       | Waregem                                       | 2-3                 | Stadio Maurice Dufrasne                  |               |
| 1983     | Standard Liegi (2)       | Standard Liegi       | KSK Beveren                                   | 1-1 (dts) (5-4 dtr) | Stadio Maurice Dufrasne                  |               |
| 1984     | KSK Beveren (2)          | KSK Beveren          | Gent                                          | 5-1                 | Beveren, Freethiel Stadion               |               |
| 1985     | Anderlecht (1)           | Anderlecht           | Cercle Bruges                                 | 2-1                 | Anderlecht, Stadio Constant Vanden Stock |               |
| 1986     | Club Bruges (2)          | Anderlecht           | Club Bruges                                   | 0-1                 | Anderlecht, Stadio Constant Vanden Stock |               |
| 1987     | Anderlecht (2)           | Anderlecht           | Malines                                       | 1-1                 | Anderlecht, Stadio Constant Vanden Stock |               |
| 1987     | Anderlecht (2)           | Anderlecht           | Malines                                       | 2-0                 | Anderlecht, Stadio Constant Vanden Stock |               |
| 1988     | Club Bruges (3)          | Club Bruges          | Anderlecht                                    | 1-0                 | Bruges, Stadio Jan Breydel               |               |
| 1989     |                          | Malines              | Anderlecht                                    | Non disputata       | Non disputata                            | Non disputata |
| 1990     | Club Bruges (4)          | Club Bruges          | RFC Liegi                                     | 2-2 (dts) (7-6 dtr) | Bruges, Stadio Jan Breydel               |               |
| 1991     | Club Bruges (5)          | Anderlecht           | Club Bruges                                   | 3-3 (dts) (5-6 dtr) | Anderlecht, Stadio Constant Vanden Stock |               |
| 1992     | Club Bruges (6)          | Club Bruges          | Anversa                                       | 1-1 (dts) (4-1 dtr) | Bruges, Stadio Jan Breydel               |               |
| 1993     | Anderlecht (3)           | Anderlecht           | Standard Liegi                                | 3-0                 | Anderlecht, Stadio Constant Vanden Stock |               |
| 1994     | Club Bruges (7)          | Anderlecht           | Club Bruges                                   | 1-3                 | Anderlecht, Stadio Constant Vanden Stock |               |
| 1995     | Anderlecht (4)           | Anderlecht           | Club Bruges                                   | 2-1                 | Anderlecht, Stadio Constant Vanden Stock |               |
| 1996     | Club Bruges (8)          | Club Bruges          | Cercle Bruges                                 | 5-2                 | Bruges, Stadio Jan Breydel               |               |
| 1997     | Lierse (1)               | Lierse               | Germinal Ekeren                               | 1-0                 | Anderlecht, Stadio Constant Vanden Stock | 7 000         |
| 1998     | Club Bruges (9)          | Club Bruges          | Genk                                          | 2-1                 | Bruges, Stadio Jan Breydel               | 1 700         |
| 1999     | Lierse (2)               | Genk                 | Lierse                                        | 1-3                 | Genk, Fenix Stadion                      | 16 000        |
| 2000     | Anderlecht (5)           | Anderlecht           | Genk                                          | 3-1                 | Anderlecht, Stadio Constant Vanden Stock | 15 000        |
| 2001     | Anderlecht (6)           | Anderlecht           | Westerlo                                      | 4-1                 | Westerlo, Het Kuipje                     | 5 000         |
| 2002     | Club Bruges (10)         | Genk                 | Club Bruges                                   | 0-2                 | Genk, Fenix Stadion                      | 8 163         |
| 2003     | Club Bruges (11)         | Club Bruges          | La Louvière                                   | 1-1 (dts) (5-4 dtr) | Bruges, Stadio Jan Breydel               | 3 268         |
| 2004     | Club Bruges (12)         | Anderlecht           | Club Bruges                                   | 0-2                 | Anderlecht, Stadio Constant Vanden Stock | 8 500         |
| 2005     | Club Bruges (13)         | Club Bruges          | Germinal Beerschot                            | 1-1 (dts) (4-2 dtr) | Bruges, Stadio Jan Breydel               | 3 632         |
| 2006     | Anderlecht (7)           | Anderlecht           | Zulte Waregem                                 | 3-1                 | Anderlecht, Stadio Constant Vanden Stock | 13 000        |
| 2007     | Anderlecht (8)           | Anderlecht           | Club Bruges                                   | 3-1                 | Anderlecht, Stadio Constant Vanden Stock | 15 000        |
| 2008     | Standard Liegi (3)       | Standard Liegi       | Anderlecht                                    | 3-1                 | Liegi, Stadio Maurice Dufrasne           | 17 500        |
| 2009     | Standard Liegi (4)       | Standard Liegi       | Genk                                          | 2-0                 | Liegi, Stadio Maurice Dufrasne           |               |
| 2010     | Anderlecht (9)           | Anderlecht           | Gent                                          | 1-0                 | Anderlecht, Stadio Constant Vanden Stock | 14 000        |
| 2011     | Genk (1)                 | Genk                 | Standard Liegi                                | 1-0                 | Genk, Luminus Arena                      | 7 000         |
| 2012     | Anderlecht (10)          | Anderlecht           | Lokeren                                       | 3-2                 | Anderlecht, Stadio Constant Vanden Stock | 15 000        |
| 2013     | Anderlecht (11)          | Anderlecht           | Genk                                          | 1-0                 | Anderlecht, Stadio Constant Vanden Stock | 18 000        |
| 2014     | Anderlecht (12)          | Anderlecht           | Lokeren                                       | 2-1                 | Anderlecht, Stadio Constant Vanden Stock |               |
| 2015     | Gent (1)                 | Gent                 | Club Bruges                                   | 1-0                 | Gand, Ghelamco Arena                     | 15 000        |
| 2016     | Club Bruges (14)         | Club Bruges          | Standard Liegi                                | 2-1                 | Bruges, Stadio Jan Breydel               | 15 000        |
| 2017     | Anderlecht (13)          | Anderlecht           | Zulte Waregem                                 | 2-1                 | Anderlecht, Stadio Constant Vanden Stock | 21 500        |
| 2018     | Club Bruges (15)         | Club Bruges          | Standard Liegi                                | 2-1                 | Bruges, Stadio Jan Breydel               | 16 000        |
| 2019     | Genk (2)                 | Genk                 | Malines                                       | 3-0                 | Genk, Luminus Arena                      | 14 160        |
| 2020     |                          | Club Bruges          | Anversa                                       | Non disputata       | Non disputata                            | Non disputata |
| 2021     | Club Bruges (16)         | Club Bruges          | Genk                                          | 3-2                 | Bruges, Stadio Jan Breydel               | 10 000        |
| 2022     | Club Bruges (17)         | Club Bruges          | Gent                                          | 1-0                 | Bruges, Stadio Jan Breydel               | 18 166        |
| 2023     | Anversa (1)              | Anversa              | Malines                                       | 1-1 (6-5 dtr)       | Anversa, Bosuilstadion                   | 16 000        |
| 2024     | Union Saint-Gilloise (1) | Club Bruges          | Union Saint-Gilloise                          | 1-2                 | Bruges, Stadio Jan Breydel               | 18 000        |
| 2025     | Club Bruges (18)         | Union Saint-Gilloise | Club Bruges                                   | 1-2                 | Forest, Stadio Joseph Marien             | 9 400         |

## Titoli per club
| Club                 | Vittorie | Sconfitte | Anni vittorie                                                                                              | Anni sconfitte                                 |
| -------------------- | -------- | --------- | --- | ---------------------------------------------- |
| Club Bruges          | 18       | 4         | 1980, 1986, 1988, 1990, 1991, 1992, 1994, 1996, 1998, 2002, 2003, 2004, 2005, 2016, 2018, 2021, 2022, 2025 | 1995, 2007, 2015, 2024                         |
| Anderlecht           | 13       | 8         | 1985, 1987, 1993, 1995, 2000, 2001, 2006, 2007, 2010, 2012, 2013, 2014, 2017                               | 1981, 1986, 1988, 1989, 1991, 1994, 2004, 2008 |
| Standard Liegi       | 4        | 5         | 1981, 1983, 2008, 2009                                                                                     | 1982, 1993, 2011, 2016, 2018                   |
| Genk                 | 2        | 7         | 2011, 2019                                                                                                 | 1998, 1999, 2000, 2002, 2009, 2013, 2021       |
| KSK Beveren          | 2        | 2         | 1979, 1984                                                                                                 | 1980, 1983                                     |
| Lierse               | 2        | -         | 1997, 1999                                                                                                 |                                                |
| Gent                 | 1        | 3         | 2015 | 1984, 2010, 2022                               |
| Union Saint-Gilloise | 1        | 1         | 2024 | 2025                                           |
| Waregem              | 1        | -         | 1982 |                                                |
| Anversa              | 1        | -         | 2023 |                                                |